# وزير التجارة والاقتصاد
وزارة التجارة والاقتصاد (Ministry of Commerce) ويتم اختصارها ب MOC , وزير التجارة والاقتصاد أحد وزراء مجلس الوزراء وتسمى وزارته «وزارة التجارة والاقتصاد» وهي نظريا مسؤولة عن جميع المسائل التجارية واقتصاد الدولة وتشجع الاستثمارات لتحقيق خطط النمو الاقتصادي.